# جيم ستيفنز (لاعب كرة قاعدة)
جيم ستيفنز (بالإنجليزية: Jim Stevens)‏ هو لاعب كرة قاعدة أمريكي، ولد في 25 أغسطس 1889 في Williamsburg, Maryland ‏ في الولايات المتحدة، وتوفي في 25 سبتمبر 1966 في بالتيمور في الولايات المتحدة.

## وصلات خارجية
- جيم ستيفنز (لاعب كرة قاعدة) على موقعبيزبول رفرنس.كوم (الدوري الرئيسي) (الإنجليزية)